# Barnard Elliott Bee

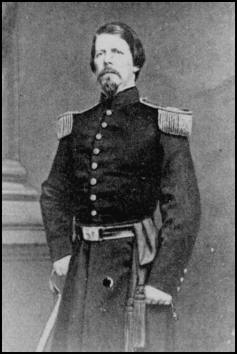
Barnard Elliott Bee

Barnard Elliott Bee (* 8. Februar 1824 in Charleston, South Carolina; † 22. Juli 1861 in seinem Gefechtsstand bei Manassas, Virginia) war Offizier des US-Heeres, Brigadegeneral des konföderierten Heeres im Sezessionskrieg und der Bruder von Brigadegeneral Hamilton Prioleau Bee.

## Leben
Bee wurde in South Carolina als Sohn von Barnard E. Bee, Sr., einem frühen Siedler und politischen Führer der Republik Texas und dessen Ehefrau Ann Wragg, geb. Fayssoux, geboren. Beide Elternteile stammten aus angesehenen Familien. 1833 zog die Familie nach Pendleton, South Carolina, wo der junge Bee die Pendleton Academy besuchte. Nur 3 Jahre später zogen seine Eltern weiter nach Texas. Er selbst blieb jedoch, um seine Ausbildung abzuschließen und lebte bei den drei Schwestern seiner Mutter.
Bee beendete 1845 sein Studium an der Militärakademie in West Point als 33. seines Jahrgangs und diente anschließend als Leutnant im 3. Infanterie-Regiment. Er nahm am Mexikanisch-Amerikanischen Krieg von 1846 bis 1848 teil und wurde zweimal für Tapferkeit ausgezeichnet, bei der Schlacht von Cerro Gordo und der Schlacht von Chapultepec. Nach dem Mexikanisch-Amerikanischen Krieg wurde er als Adjutant zuerst nach Pascagoula, Mississippi, einer Küstenstadt am Golf von Mexiko und Bezirkshauptstadt des Jackson County abkommandiert, danach von 1849 bis 1855 als Offizier im Fort Fillmore, nahe Las Cruces, New Mexico. 1855 wurde er zum Hauptmann befördert, zum Kompaniechef der D-Kompanie des 10. Infanterie-Regiments ernannt und nach Fort Snelling, Minnesota versetzt. Hier heiratete er Sophia Elizabeth Hill.
1857 nahm er mit seiner Kompanie am Utah-Krieg zwischen der US-Regierung und den Mormonen teil, wo er gleichzeitig das Kommando über das Utah Freiwilligen-Bataillon übertragen bekam sowie zum Oberstleutnant befördert wurde. 1860 wurde Bee Kommandant des Fort Laramie, Wyoming.
Am 3. März 1861 quittierte Bee seinen Dienst beim US-Heer, ging zurück nach Charleston und diente als Oberstleutnant im 1. South Carolina-Infanterie-Regiment. Am 17. Juni des gleichen Jahres wurde er zum Brigadegeneral befördert und mit seiner Brigade Richtung Manassas Junction in Marsch gesetzt. Am 21. Juli 1861 nahm er unter dem Kommando von General Beauregard bei der Ersten Schlacht am Bull Run teil und wurde tödlich verwundet, als die Konföderierten die Schlacht zu ihren Gunsten entscheiden konnten. Bee starb an seinen Verletzungen einen Tag später.
Bee war es, der erstmals General Jackson bei dieser Schlacht den Spitznamen „Stonewall“ gegeben hatte, unter dem dieser später auch als „Stonewall Jackson“ bekannt wurde.